# Steam Link
Steam Link — це апаратно-програмний продукт, розроблений компанією Valve для передачі вмісту Steam із персонального комп'ютера чи Steam Machine бездротовим способом на мобільний пристрій чи інший монітор. Steam Link спочатку був випущений як апаратний пристрій разом із дебютом Steam Machines у листопаді 2015 року. Valve припинила випуск апаратного пристрою Steam Link у листопаді 2018 року на користь підтримки свого програмного додатку Steam Link для мобільних пристроїв і розумних телевізорів, а також надання Steam Link як програмного пакета для мікрокомп'ютера Raspberry Pi.